# Pomnik Jana Pawła II w Lesznie
Pomnik Jana Pawła II w Lesznie – pomnik w Lesznie przedstawiający Jana Pawła II wkraczającego do miasta.

## Historia

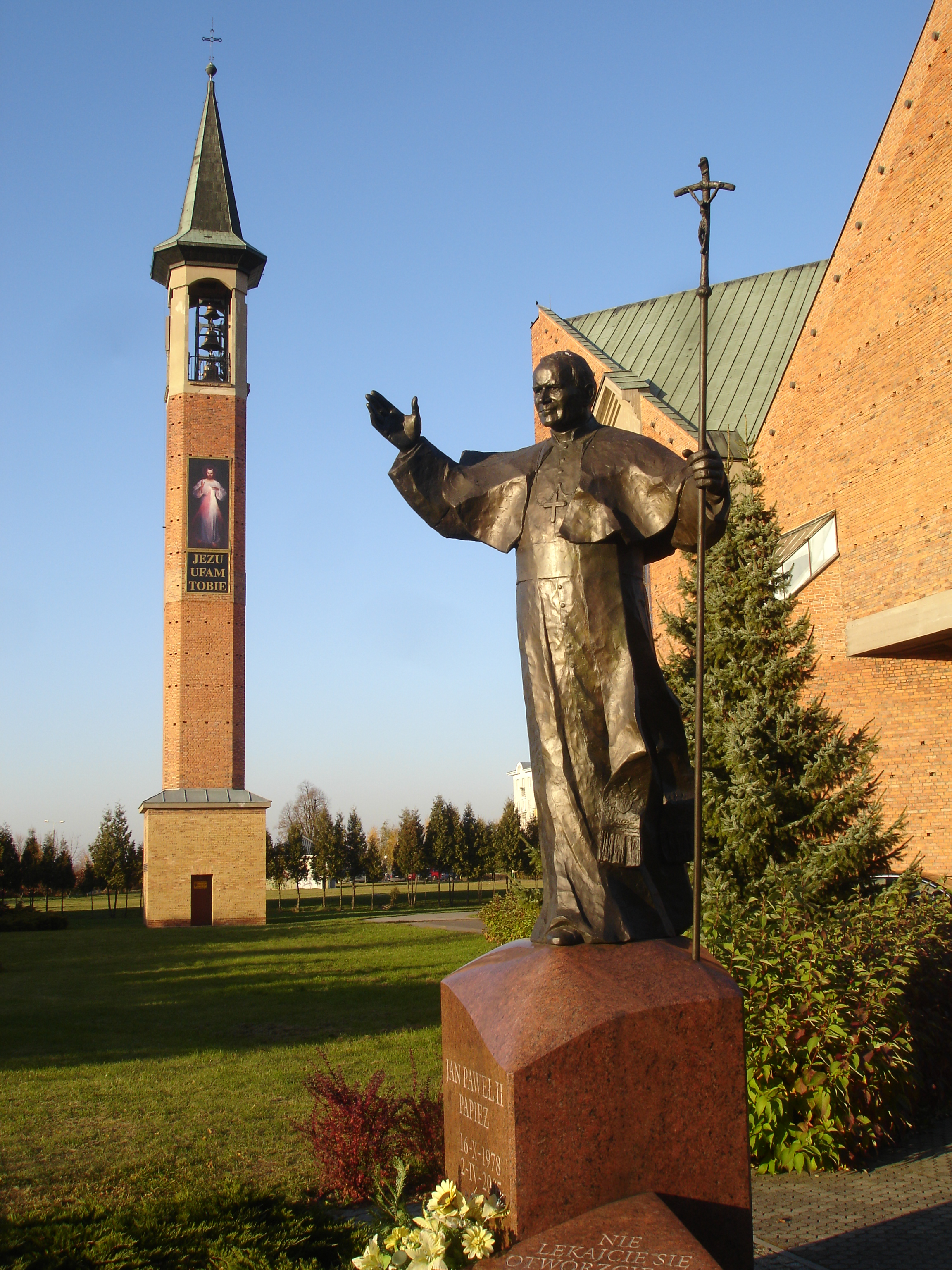
Widok pomnika z dzwonnicą w tle

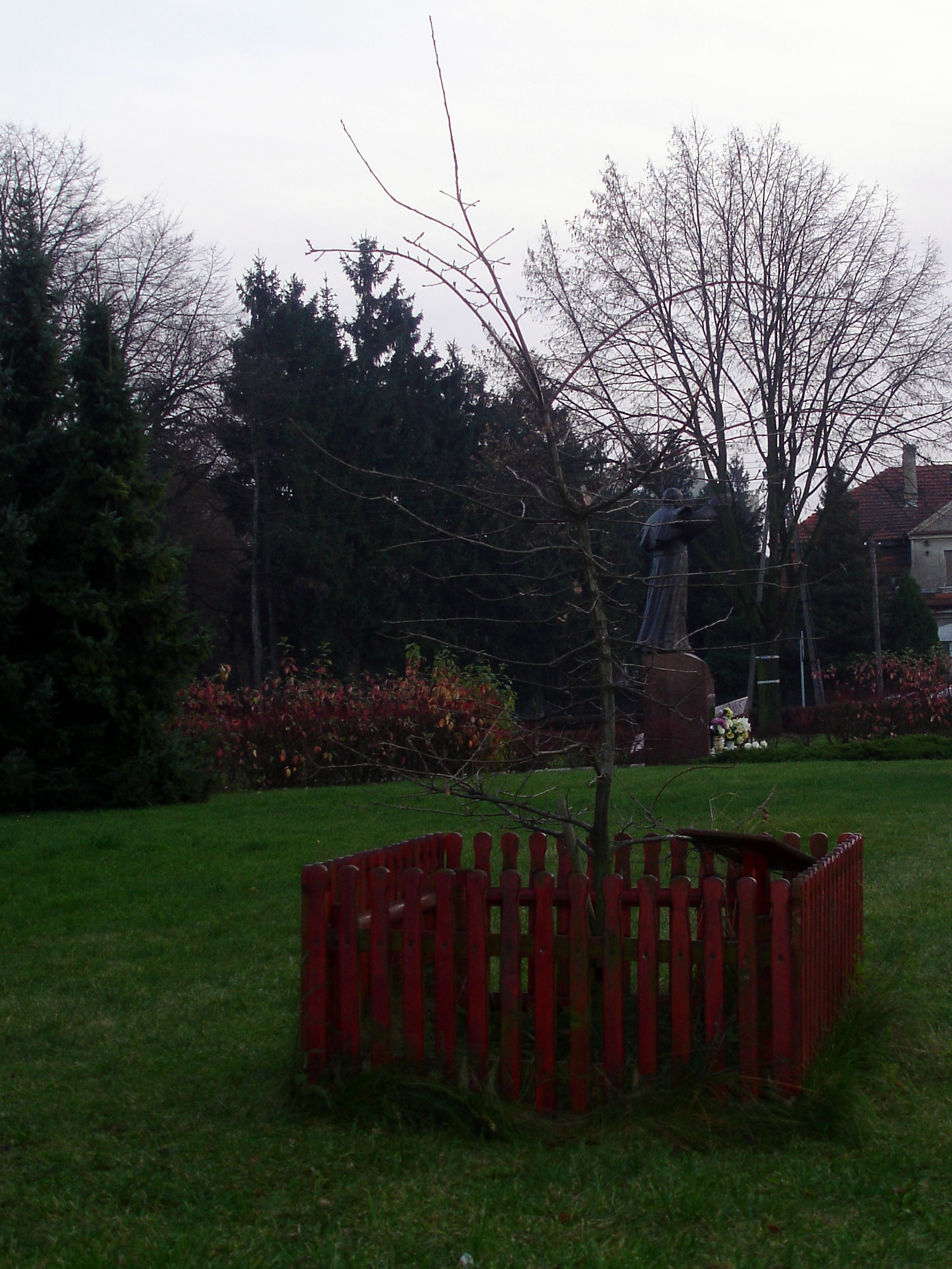
Dąb zasadzony przy pomniku, w tle pomnik

Idea postawienia pomnika Jana Pawła II powstała wśród leszczyńskich proboszczów w kwietniu 2005 roku, po śmierci Karola Wojtyły. W niedługim czasie wśród wiernych miasta Leszna zebrano ofiary pieniężne przeznaczone na budowę pomnika. Zadania projektu pomnika podjęła się, wspólnie z mężem Bogusławem, rzeźbiarka Krystyna Fałdyga-Solska.
Uroczystego poświęcenia i odsłonięcia posągu dokonał w Dniu Papieskim, 16 października 2005 roku, metropolita poznański arcybiskup Stanisław Gądecki. Miało ono miejsce na zakończenie XV Leszczyńskich Dni Kultury Chrześcijańskiej "W hołdzie Janowi Pawłowi II". Był to jeden z dwóch pomników papieża odsłoniętych tego dnia w Wielkopolsce (drugi odsłonięto w Obornikach).
30 kwietnia 2006 roku w pobliżu pomnika uroczyście posadzono dąb upamiętniający Jana Pawła II; sadzonkę wyhodowano z żołędzi pochodzących z najstarszego polskiego dębu szypułkowego – Dębu Chrobry.
Pomnik stoi na placu przy kościele pod wezwaniem świętego Antoniego Padewskiego w Lesznie i przedstawia Jana Pawła II wchodzącego do miasta, trzymającego pastorał pątniczy, zakończony krzyżem. Symbol krzyża jest najważniejszym przesłaniem pomnika, jako wsparcie Ojca Świętego. Posąg odlano z brązu w odlewni w Szymanowie koło Śremu. Waży około 250 kilogramów i mierzy 2,2 metra. Umieszczony jest na cokole z czerwonego granitu szwedzkiego.
W rocznice śmierci Jana Pawła II pod pomnikiem zapalane są znicze i składane kwiaty.